# أروتيون بابازيان
أروتيون بابازيان (ولد في يريفان، 25 مايو عام 1954) هو عازف البيانو الأرمني.
برز بابازيان بعد فوزه في مسابقة فيانا دا موتا عام 1979 وحصل على جائزة ثالثة في مسابقة فوديريك شوبان العاشرة. وقد نشط دولياً كعازف بيانو موسيقى منذ ذلك الحين.